# Eric Shinseki
Eric Ken Shinseki, (en japonais : 新関 健), né le 28 novembre 1942 à Lihue (Hawaï), est un général et homme politique américain. Il est chef d'État-Major de l’US Army, l'armée de terre américaine, entre 1999 et 2003 puis secrétaire aux Anciens combattants entre 2009 et 2014 dans l'administration du président Barack Obama.

## Biographie

### Origines et formation
Il est né à Lihue sur l'île de Kauai  dans ce qui est alors le Territoire d'Hawaï dans une famille de Nippo-Américains.
Entré dans l'Académie militaire de West Point en 1965, il est le premier Américain d'origine asiatique à avoir atteint le grade de général quatre étoiles dans l'histoire des États-Unis, ainsi que le premier Américain d'origine asiatique à avoir dirigé une des quatre armes.

### Carrière militaire
Sous sa direction, il a initié une transformation innovante mais controversée qui consiste à rendre l'armée de terre plus facilement déployable d'un point de vue stratégique et plus mobile en zone urbaine. À cette fin, il a créé les brigades de combat Stryker dotés de blindés légers à roue. Ce plan à long terme s'appelle Objective Force et s'inscrit dans un schéma directeur appelé Future Combat System (en).
Le général Eric Shinseki est connu pour sa remarque devant la Commission des Forces armées du Sénat avant le déclenchement de la deuxième guerre du Golfe où il indiquait que les opérations d'occupation demanderaient « quelque chose de l'ordre de centaines de milliers de soldats ». Le secrétaire à la Défense Donald Rumsfeld et le sous-secrétaire Paul Wolfowitz ont publiquement désavoué son estimation.
Avec l'installation d'une guérilla permanente en Irak après la chute de Saddam Hussein, ces remarques d'Eric Shinseki sont souvent citées par ceux qui soutiennent que l'administration Bush n'a pas autorisé le déploiement d'un nombre suffisant de soldats. Dans un témoignage devant le Congrès en 2006, le général John Abizaid, commandant du CENTCOM, a donné raison aux estimations du général Shinseki.

## Formations et responsabilités

### Formations
- Maîtrise en sciences (bachelor of Science Degree), Académie militaire de West Point
- Master en littérature anglaise (master of Arts Degree), Duke University
- Armor Officer Advanced Course
- United States Army Command and General Staff College
- National War College

### Responsabilités
Par ordre chronologique décroissant, les derniers postes occupés sont :
- 34e chef d'état-major de l'US Army
- 28e vice chef d'état-major de l'US Army
- Commandant en chef des forces américaines de l'armée de terre en Europe ; commandant des forces alliées d'Europe centrale ; commandant (OTAN) de la Force de stabilisation en Bosnie-Herzégovine.
- Adjoint au chef d'état-major chargé des opérations et de la planification

Le général Shinseki a auparavant servi durant dix ans en Europe. Il a également été professeur d'anglais dans une école militaire.
Il a été blessé deux fois au combat et a perdu un doigt de pied à cause d'une mine terrestre lors de la guerre du Viêt Nam.

### Décorations

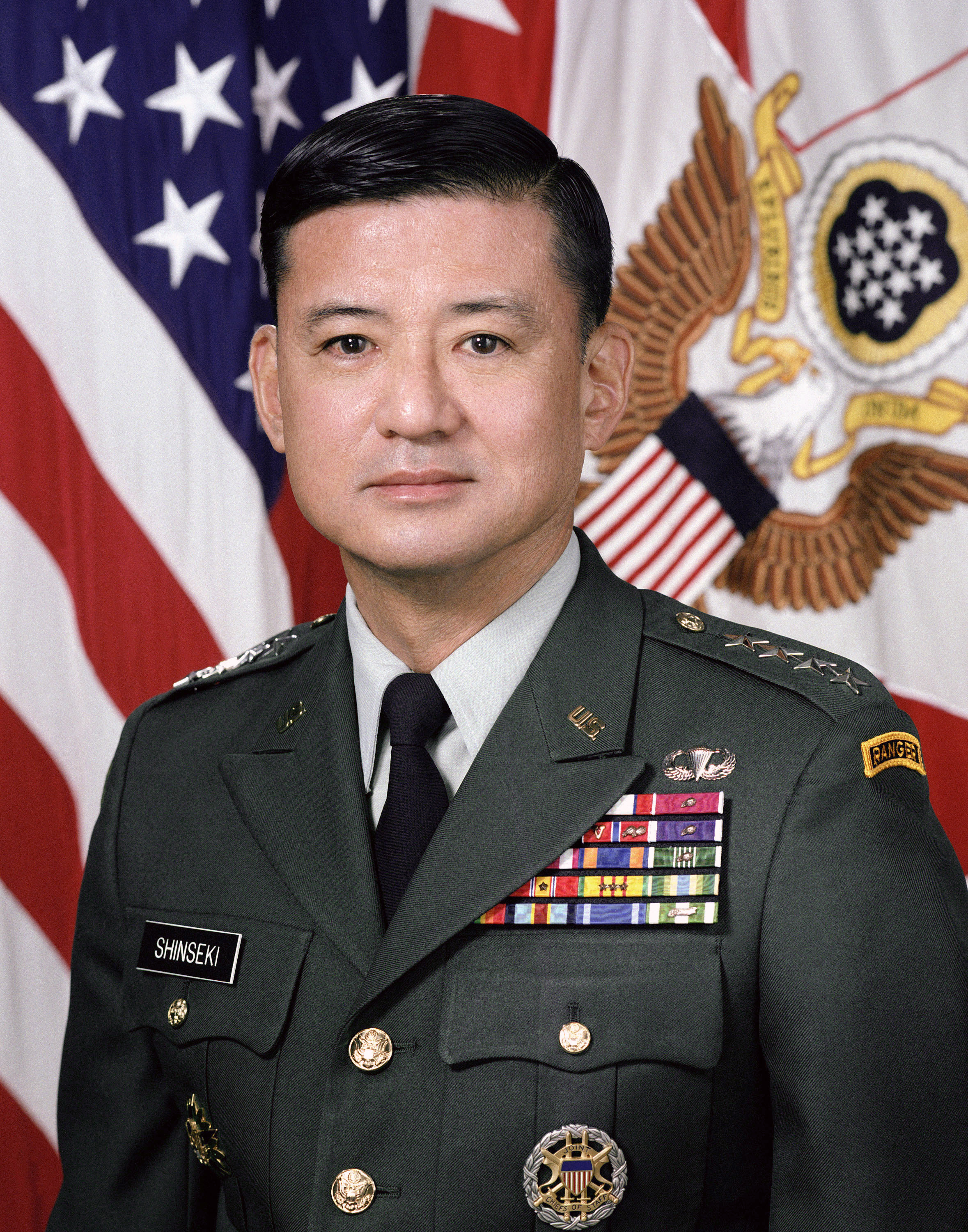
Eric Shinseki en 1999

- Defense Distinguished Service Medal (avec palme)
- Army Distinguished Service Medal (avec palme)
- Navy Distinguished Service Medal
- Air Force Distinguished Service Medal
- Coast Guard Distinguished Service Medal
- Legion of Merit (avec palme)
- Bronze Star Medal avec "V" Device (avec deux palmes)
- Purple Heart (avec palme)
- Meritorious Service Medal (avec deux palmes)
- Air Medal
- Army Commendation Medal (avec palme)
- Army Achievement Medal
- Parachutist Badge
- Ranger Tab
- Office of the Secretary of Defense Identification Badge
- Joint Chiefs of Staff Identification Badge
- Army Staff Identification Badge

## Tensions avec Donald Rumsfeld
Durant l'exercice de ses fonctions de chef d'état-major de l'US Army, Eric Shinseki a eu de nombreuses altercations publiques avec le secrétaire à la défense Donald Rumsfeld. Ces incidents sont souvent cités par les généraux à la retraite qui ont demandé la démission du secrétaire à la défense à qui ils reprochent le manque d'écoute, voire le mépris, vis-à-vis des militaires. Cependant, Eric Shinseki a toujours refusé de s'exprimer sur ces sujets et ce même plusieurs années après sa retraite.

### Conflit de personnalité
Eric Shinseki a une personnalité calme et réservée alors que Donald Rumsfeld a pour habitude de challenger et de rudoyer les officiers supérieurs. De fait, les deux hommes ne sont jamais entendus.

### Port du béret noir
Le secrétaire à la Défense Donald Rumsfeld était opposé à la décision du général Shinseki de permettre à toutes les troupes de porter le béret noir autrefois réservé aux rangers.

### Réduction des effectifs
Shinseki était opposé aux décisions de réduction des effectifs de l'armée de terre. Sa position était à la limite de l'insubordination mais il a réussi à faire valoir son point de vue.

### XM2001crusader
Rumsfeld a décidé d'annuler ce programme de modernisation de l'artillerie. Il a considéré qu'Eric Shinseki était trop obsédé à améliorer l'efficacité de l'armée sans tenir compte que la menace avait changé de nature et ne nécessitait pas d'améliorer la capacité de frappe de l'artillerie.

### Choix du successeur d'Eric Shinseki
Le secrétaire à la Défense a choisi le remplaçant de son chef d'état-major de l'armée de terre quatorze mois avant la date de départ. Ce choix anticipé est inhabituel et marque l'impatience de Donald Rumsfeld à avoir Eric Shinseki s'en aller.

### Différence de doctrine militaire
Lors de l'élaboration du plan d'invasion de l'Irak, les deux hommes se sont opposés sur les moyens militaires à mettre en œuvre. Eric Shinseki souhaitait disposer de 500 000 hommes alors que Donald Rumsfeld avait prévu de mobiliser des effectifs bien inférieurs. Celui-ci a alors accusé les militaires de se battre avec un état d'esprit d'autrefois. L'apogée de ce conflit de points de vue s'est produit lors du témoignage d'Eric Shinseki devant la Commission des Forces Armées du Sénat à propos des effectifs nécessaires à une bonne occupation de l'Irak (cf. introduction).

### Retraite du général Shinseki
Le général Shinseki a terminé les quatre ans de son mandat, mais aucun directeur civil du secrétariat à la Défense n'est venu à la cérémonie de départ. Ce fait illustre à quel point les tensions furent vives jusqu'au bout entre le chef d'état-major et l'équipe de Donald Rumsfeld.

## Carrière politique
Le 7 décembre 2008, le président élu Barack Obama déclare le prendre comme secrétaire aux Anciens combattants des États-Unis dans son futur cabinet présidentiel. Il est confirmé à ce poste par le Sénat dès le 20 janvier 2009, jour de l'investiture d'Obama et rentre aussitôt en fonction.
Le 30 mai 2014, empêtré dans un scandale touchant les hôpitaux gérés par son administration, il présente sa démission au président Obama. Celui-ci dit accepter avec un « regret considérable » la démission de son ministre des Anciens combattants mais concède que la poursuite de sa mission aurait constitué une source de confusion dans cette crise.